# Муссоленте
Муссоленте (итал. Mussolente) — коммуна в Италии, располагается в провинции Виченца области Венеция.
Население составляет 7210 человек (на 2004 г.), плотность населения составляет 444 чел./км². Занимает площадь 15 км². Почтовый индекс — 36065. Телефонный код — 0424.
Покровителями коммуны почитаются святые апостолы Пётр и Павел, празднование 29 июня.

## Города-побратимы
- Умаг, Хорватия

## Известные уроженцы
- Лоренцо Буснардо (1532-1598) - крупный итальянский шахматист и религиозный вольнодумец.